# Michael Erlhoff
Michael Erlhoff (* 27. Mai 1946; † 1. Mai 2021) war ein deutscher Designtheoretiker, Kunsttheoretiker und Autor. 1991 wurde er Gründungsdekan des Fachbereichs Design der FH Köln (heute Köln International School of Design), wo er bis zur Emeritierung 2013 als Professor für Designgeschichte und -theorie tätig war.

## Biografie
Erlhoff studierte und wurde 1982 an der Universität Hannover in Deutscher Literaturwissenschaft und Soziologie mit der Dissertation Über einen Versuch von Politisierung der Ästhetik, Raoul Hausmann, Dadasoph promoviert. Nebenbei war er unter anderem als Regieassistent beim Staatstheater Hannover tätig.
Er war wissenschaftlicher Assistent an der Universität Hannover, gab mit Uta Brandes die Zeitschrift zweitschrift heraus, war Chefredakteur des Kunstmagazins K, publizierte über zehn Jahre einen jährlichen Kurt Schwitters Almanach und war Mitglied des Beirats der documenta 8 (1985 bis 1987).
Von 1987 bis 1990 war Erlhoff Geschäftsführer des Rats für Formgebung / German Design Council in Frankfurt am Main.
Er war von 2002 bis 2006 Dekan des Fachbereichs Kulturwissenschaften an der Fachhochschule Köln und im Jahr 1997 Gastprofessor an der Hong Kong Polytechnic University.
Von 1992 bis 2006 war er Präsident der von ihm konzipierten Raymond Loewy Foundation. Gemeinsam mit Uta Brandes organisierte er den St. Moritz Design Summit (2000 bis 2006).
Mit Uta Brandes gründete er in Köln ein Büro für Designberatung, -konzeption und -forschung. Er war Mitglied der Deutschen Gesellschaft für Designtheorie und -forschung, Gründungsmitglied des BIRD Board of International Research in Design und leitete als Gastdozent Projekte und Workshops an Universitäten in Tokio, Nagoya, Fukuoka, Hangzhou, Shanghai, Taipei, Hong Kong, New York und Sydney.
Am 31. Mai 2016 feierte die HBK Braunschweig mit einem Festakt, dass der Ruheständler dort eine Honorarprofessur übernahm.

## Ausstellungen
Michael Erlhoff veranstaltete und kuratierte unter anderem folgende Ausstellungen:
- 4:3 – 50 Jahre italienisches und deutsches Design, Kunst- und Ausstellungshalle der Bundesrepublik Deutschland, Bonn 2000
- Heute ist Morgen: Über die Zukunft von Erfahrung und Konstruktion (gemeinsam mit Hans Ulrich Reck), Kunst- und Ausstellungshalle der Bundesrepublik Deutschland, Bonn 2000
- Designed in Germany (Los Angeles, New York, Montreal, Nagoya u. a.), 1988–89
- Robert Filliou, Kunstmuseum Hannover mit Sammlung Sprengel, Kunsthalle Bern, Musée d’Art Moderne de la Ville de Paris, 1984
- Vom Aussehen der Wörter, Kunstmuseum Hannover mit Sammlung Sprengel, Hannover, 1980

## Publikationen
- Michael Erlhoff: Im Schatten von Design, Bauwelt Fundamente, Bd. 172, (Birkhäuser), Juli 2021, ISBN 978-3-0356-2381-9
- Michael Erlhoff: Musils Mulis, Roman (Verlag der Buchhandlung Walther und Franz König), April 2021, ISBN 978-3-96098-999-8[4]
- Michael Erlhoff/Wolfgang Jonas (Ed.): NERD – New Experimental Research in Design, (Birkhäuser), 2021, ISBN 978-3-0356-1680-4 (Engl.)
- Michael Erlhoff: Yellow Submarines. Design against Normality and Information. In Tom Bieling (Ed.) (2019): Design (&) Activism: Perspectives on Design as Activism and Activism as Design, Milano: Mimesis, p. 47–52, ISBN 978-88-6977-241-2
- Michael Erlhoff: Theorie des Designs, (Wilhelm Fink), 2013, ISBN 978-3-7705-5285-6
- Uta Brandes / Michael Erlhoff (Hg.): My Desk is My Castle – Exploring Personalisation Cultures (Birkhäuser), 2012, ISBN 978-3-0346-0774-2 (English only)
- Uta Brandes/Michael Erlhoff (Hg.): Dada’s Best, Hamburg (Nautilus) 2009, ISBN 978-3-89401-601-2
- Uta Brandes/Michael Erlhoff/Nadine Schemmann: Designtheorie und Designforschung, Stuttgart (UTB) 2009, ISBN 978-3-8252-3152-1
- Michael Erlhoff/Tim Marshall (Hg.): Wörterbuch Design, Basel – Boston – Berlin (Birkhäuser), 2007, ISBN 978-3-7643-7738-0 / English Edition: Design Dictionary, Basel – Boston – Berlin (Birkhäuser), 2007, ISBN 3-7643-7739-9
- Ruedi Baur/Michael Erlhoff: Design studieren, Stuttgart (UTB) 2007, ISBN 978-3-7705-4488-2
- Uta Brandes/Michael Erlhoff: Non Intentional Design, Köln (Daab) 2006, ISBN 978-3-937718-93-4
- Uta Brandes (Hg.): Michael Erlhoff & Friends, Basel – Boston – Berlin (Birkhäuser), 2006, ISBN 3-7643-7689-9
- Michael Erlhoff / Hans Ulrich Reck (Hg.): Heute ist morgen, Bonn (Hatje Cantz), 2000, ISBN 3-7757-0915-0
- Michael Erlhoff: Nutzen statt Besitzen (Steidl), 1995, ISBN 3-88243-348-5
- Michael Erlhoff: Der Zug ist abgefahren (Steidl), 1992, ISBN 3-88243-217-9
- Michael Erlhoff / Rat für Formgebung, Bernd Busch, Helge Aszmoneit: Deutsches Design 1950–1990 / Designed in Germany, München (Prestel), 1990, ISBN 3-7913-1079-8
- Uta Brandes/Richard Bachinger/Michael Erlhoff (Hg): Unternehmenskultur und Stammeskultur, Darmstadt (Verlag der Georg Büchner Buchhandlung), 1988, ISBN 3-927902-26-8
- Uta Brandes/Rolf-Peter Baacke/Michael Erlhoff: Design als Gegenstand. Der neue Glanz der Dinge, Berlin (Frölich & Kaufmann) 1983, ISBN 3-88725-008-7
- Michael Erlhoff (Hg.): Raoul Hausmann – Texte bis 1933, München (Edition Text + Kritik), 1982, ISBN 3-88377-092-2
- Michael Erlhoff u. a. (Hg.): Kurt Schwitters Almanach, Hannover (Postskriptum), 1981–90